# Sonatna oblika
Sonatna oblika je glasbena oblika, ki se v komponistični praksi uporablja od zgodnjega klasicizma dalje. Večinoma se pojavlja v prvem stavku večstavčnih skladb, sonate, simfonije, godalnega kvarteta ipd., najpogosteje v hitrem tempu, zato jo imenujemo tudi sonatni allegro.
Klasična sonatna oblika je zasnovana na dveh (v kasnejših obdobjih pa tudi na več) vsebinsko si nasprotujočih temah in njihovih ritmično-melodičnih modikacijah. Najpogostejši kontrast, ki ga z glasbeno govorico med dvema temama dosežemo, je ritmična konsistentnost (možatost) prve teme in lirična (ženska) spevnost druge (tudi »stranske«) teme. Potek sonatne oblike:
- Ekspozicija: predstavitev (zasnova) dveh kontrastnih si tém, prva začenja na toniki, druga večinoma na dominanti. V sonatni obliki najdemo mnogo oblikovnih podobnosti dramskemu delu s svojim dramskim trikotnikom (zasnova, zaplet, vrh, razplet, razsnova).
- Izpeljava: kontrastni glasbeni misli se prepletata (nista igrani vsaka zase) in sta vsebinsko in ritmično spremenjeni. S tem skladatelj ustvari dramatično napetost, ki se nato umiri in preide v zaključni del.
- Repriza (ponovitev): obe uvodni temi (iz ekspozicije) se vnovič pojavita, vendar obe začenjata na toniki, kar daje vtis sprave oz. razrešitve napetosti med njima.
- Koda: po zadnji kadenci reprize lahko sonatni stavek vsebuje še sklepno »kodo«, ki vsebuje glasbeni material stavka. Če se stavek konča s kodo, se njegova dramska zgradba zaradi tega ne spreminja. Kode se močno razlikujejo po svoji dolžini, lahko so zelo dolge, velikokrat obsegajo le nekaj taktov. Končujejo se s popolno kadenco.